# 노동자 추모일

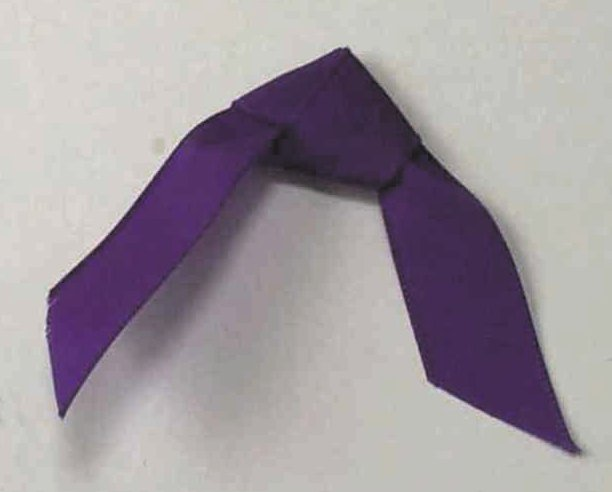
노동자 추모일 리본

노동자 추모일(Workers' Memorial Day)은 캐나다 공공 연맹노조에 의해 1982년부터 시행된 기념일이다.
매년 4월 28일은 전 세계에서 열리며, 이는 업무로 인해 사망하거나 장애를 입거나 부상을 입거나 몸이 불편해진 근로자를 추모하고 행동하는 국제적인 날이다. 캐나다에서는 이날을 국가 애도의 날(National Day of Aurning)로 기념한다.
근로자 현충일은 대부분의 직장 사고와 질병의 예방 가능한 성격을 강조하고 직장 안전 개선을 위한 투쟁에서 캠페인과 노동조합 조직을 홍보할 수 있는 기회이다. 이날의 슬로건은 '죽은 자를 기억하라 - 산 자를 위한 투쟁'이다.
4월 28일은 추모의 날이자 국제적 연대의 날로 지정되어 있지만, 캠페인 및 기타 관련 활동은 전 세계에서 일년 내내 계속된다.